# Шляхтич, Галина Ивановна
Галина Ивановна Шляхтич (6 марта 1973 — 12 октября 2016) — украинская шахматистка, международный мастер (2002) среди женщин.
Чемпионка Украины (1998).

## Изменения рейтинга
| Графики недоступны из-за технических проблем. См. информацию на Фабрикаторе и на mediawiki.org. |